# Regelfunktion
Unter einer Regelfunktion oder sprungstetigen Funktion versteht man in der Mathematik eine Funktion, deren einzige Unstetigkeitsstellen Sprungstellen sind. Sie spielen eine wichtige Rolle in der Integrationstheorie. Die Bezeichnung „Regelfunktion“ (fonction réglée) wurde von der französischen Mathematiker-Schule eingeführt.

## Definition
Es sei {\displaystyle I} ein offenes, halboffenes oder abgeschlossenes Intervall mit Anfangspunkt {\displaystyle a} und Endpunkt {\displaystyle b}. Eine reell- oder komplexwertige Funktion {\displaystyle f\colon I\to \mathbb {R} } bzw. {\displaystyle f\colon I\to \mathbb {C} } heißt Regelfunktion, falls sie
- in jedem Punkt {\displaystyle x\in {]a,b[}} sowohl einen linksseitigen als auch einen rechtsseitigen Grenzwert besitzt und
- im Fall {\displaystyle a\in I} in {\displaystyle a} einen rechtsseitigen Grenzwert und im Fall {\displaystyle b\in I} in {\displaystyle b} einen linksseitigen Grenzwert hat.

Da links- und rechtsseitige Grenzwerte nicht übereinstimmen müssen, kann eine Regelfunktion Sprungstellen aufweisen, das heißt Stellen, bei denen es eine Folge {\displaystyle a_{n}} gibt, für die {\displaystyle \lim f(a_{n})\neq f(\lim a_{n})} gilt. Regelfunktionen werden daher auch als sprungstetige Funktionen bezeichnet. Eine Regelfunktion heißt dabei stückweise stetig, falls sie nur endlich viele Stellen besitzt, an denen sie nicht stetig ist, und damit nur endlich viele Sprünge aufweist.
Die Definition kann verallgemeinert werden, indem man anstatt reell- oder komplexwertiger Funktionen Banachraum-wertige Funktionen betrachtet.

## Beispiele
Regelfunktionen

Die Vorzeichenfunktion ist ein Beispiel für eine Regelfunktion mit einer Sprungstelle.

- Jede stetige Funktion auf einem Intervall ist eine Regelfunktion ohne Sprungstellen.
- Die Heaviside-Funktion und die Vorzeichenfunktion sind auf einem Intervall um den Nullpunkt Regelfunktionen mit einer Sprungstelle an der Stelle {\displaystyle 0}.
- Jede reellwertige monotone Funktion auf einem Intervall ist eine Regelfunktion.
- Die Thomaesche Funktion ist eine Regelfunktion mit abzählbar unendlich vielen Sprungstellen. Sie ist daher nicht stückweise stetig.

Keine Regelfunktionen
- Eine Funktion mit einer Polstelle innerhalb des betrachteten Intervalls ist keine Regelfunktion, denn an dieser Stelle existiert zumindest einer der Grenzwerte nur als uneigentlicher Grenzwert.
- Die Funktion {\displaystyle \sin({\tfrac {1}{x}})} ist in keinem Intervall, das den Nullpunkt enthält, eine Regelfunktion, denn sie besitzt an der Stelle {\displaystyle 0} keinen Grenzwert.
- Die Dirichlet-Funktion ist keine Regelfunktion, denn bei ihr existiert an keiner Stelle ein links- oder rechtsseitiger Grenzwert.

## Eigenschaften

### Charakterisierung
Eine Funktion ist genau dann sprungstetig, wenn sie keine Unstetigkeitsstellen zweiter Art hat. Jede Regelfunktion auf einem kompakten Intervall ist beschränkt. Die umgekehrte Richtung muss jedoch nicht wahr sein, wie das Beispiel der Dirichlet-Funktion zeigt.

### Räume von Regelfunktionen
Die Menge der Regelfunktionen auf einem Intervall {\displaystyle I} bilden einen Vektorraum, der mit {\displaystyle {\mathcal {R}}(I)} bezeichnet wird. Mit der Supremumsnorm
{\displaystyle \|f\|_{\infty }=\sup _{x\in I}|f(x)|}
ist {\displaystyle {\mathcal {R}}(I)} ein Banachraum. Mit dem (punktweisen) Produkt zweier Regelfunktionen handelt es sich dabei sogar um eine Banachalgebra.

### Approximierbarkeit
Jede Regelfunktion auf einem kompakten Intervall kann durch eine Folge von Treppenfunktionen gleichmäßig approximiert werden. Das heißt, zu jeder Regelfunktion {\displaystyle f\colon [a,b]\to \mathbb {R} } bzw. {\displaystyle f\colon [a,b]\to \mathbb {C} } existiert eine Folge {\displaystyle (h_{n})} von Treppenfunktionen, so dass
{\displaystyle \lim _{n\to \infty }\|f-h_{n}\|_{\infty }=0}
gilt, wobei {\displaystyle \|{\cdot }\|_{\infty }} die Supremumsnorm ist.
Umgekehrt ist jede Funktion auf einem kompakten Intervall, die gleichmäßig durch Treppenfunktionen approximiert werden kann, eine Regelfunktion. Deswegen kann diese Eigenschaft alternativ zur Sprungstetigkeit benutzt werden, um Regelfunktionen zu definieren.

### Integral von Regelfunktionen
Sei {\displaystyle f\colon [a,b]\to \mathbb {R} } eine Regelfunktion und {\displaystyle (h_{n})} eine Folge von Treppenfunktionen mit {\displaystyle \|f-h_{n}\|_{\infty }\to 0}, wobei {\displaystyle \|{\cdot }\|_{\infty }} die Supremumsnorm ist. Dann kann ein Integral durch
{\displaystyle \int _{a}^{b}f(x)\,\mathrm {d} x:=\lim _{n\to \infty }\int _{a}^{b}h_{n}(x)\,\mathrm {d} x}
definiert werden. Dieses Integral wird durch das Riemann-Integral verallgemeinert.